# Megalamphis sphaerolaimoides
Megalamphis sphaerolaimoides är en rundmaskart som först beskrevs av Timm 1961.  Megalamphis sphaerolaimoides ingår i släktet Megalamphis och familjen Monhysteridae. Inga underarter finns listade i Catalogue of Life.